# Сунђер Боб Коцкалоне
Сунђер Боб Коцкалоне (енгл. SpongeBob SquarePants) америчка је анимирана телевизијска серија коју је за Nickelodeon створио предавач океанографије и аниматор Стивен Хиленберг. Први пут је емитована након доделе награда Kids' Choice Awards 1. маја 1999, док је званична премијера била 17. јула исте године. Серија прати авантуре Сунђер Боба Коцкалонеа и његових пријатеља у подводном граду Коралову.
Многи мотиви серије потекли су из необјављеног едукативног стрипa The Intertidal Zone, који је Хиленберг направио 1989. године како би својим ученицима приближио живот под морем. Хиленберг се придружио Nickelodeon-у 1992. како би радио на серији Роков модерни живот. Након што је та серија отказана 1996. године, почео је да развија Сунђер Боба као ТВ серију и 1997. је Nickelodeon-у представљена пилот епизода од седам минута. Извршни продуценти мреже су желели да Сунђер Боб буде дете школског узраста, али је Хиленберг ипак желео да лик буде одрасла особа. Био је спреман да одустане од серије, али је направио компромис тако што је увео госпођу Пуфну и њену возачку школу, како би Сунђер Боб могао да похађа школу као одрасла особа.
Серија је одмах постала популарна након премијере 1999. године, и те године је постала најгледанији и најбоље оцењени анимирани програм суботом ујутру, надмашивши Покемоне. Добијала је похвале критичара широм света због свог хумора, уметничког стила, ликова, сценарија и музике, а данас се сматра култном међу миленијалацима и генерацијом Z. Ово је четврта најдуговечнија америчка анимирана серија и најдуговечнија дечја анимирана серија у САД. Серија тренутно броји петнаест сезона.
Популарност серије довела је до мултимедијалне франшизе, учинила ју је најгледанијом Nickelodeon-овом серијом и најпрофитабилнијом интелектуалном својином компаније Paramount Global. До 2019. године, серија је остварила преко 13 милијарди долара прихода од продаје тематске робе. Инспирисала је три биоскопска анимирана филма (од који је први, под насловом Сунђер Боб Коцкалоне филм, изашао 2004. године), два стриминг филма, бродвејски мјузикл, серију стрипова и више видео-игара. Такође је изнедрила две спиноф серије, Кебино дечије одмаралиште и  Шоу Патрика Звезде.

## Радња

### Ликови
Серија се врти око насловног лика и ансамбла његових морских пријатеља. Сунђер Боб Коцкалоне је енергичан и оптимистичан жути морски сунђер који живи у ананасу на дну мора. Сунђер Боб је пун дечјег ентузијазма, који се преноси и на његов посао главног кувара у ресторану брзе хране „Код Кеба Крабе”. Један од његових највећих животних циљева јесте да добије дозволу за управљање чамцомобилом у возачкој школи госпође Пуфне, али му то никако не полази за руком. Његови омиљени хобији су „лов на медузе”, које представља хватање медуза мрежом на начин сличан хватању лептира, и дување мехурића од сапунице. Сунђер Боб има љубимца морског пужа са розе кућицом и плавим телом по имену Гари, који мјауче као мачка.
Сунђер Бобов најбољи друг Патрик, који живи испод стене, две куће даље од Сунђер Боба, јесте глупа, али пријатељски настројена ружичаста морска звезда. Упркос менталним потешкоћама, Патрик себе види као интелигентног. Лигњослав, Сунђер Бобов први комшија и колега са посла у „Кеба Краби”, арогантна је и зловољна хоботница која живи у моаију налик на оне са Ускршњег острва. Ужива у свирању кларинета и сликању аутопортрета, али мрзи свој посао касира. Не воли ни то што живи између Сунђер Боба и Патрика због њихове детињасте природе. Власник „Кеба Крабе” је шкрта и похлепна црвена краба по имену господин Краба. Он је самохрани отац са ћерком тинејџерком, сивом уљешуром по имену Бисерка, која не показује готово никакво интересовање за породични посао. Још један од Сунђер Бобових пријатеља је Сенди Обрашчић, атлетска веверица из Тексаса жељна узбуђења, која носи ронилачко одело испуњено ваздухом како би могла да дише под водом. Она живи у дрвету окруженом прозирном стакленом куполом и стручњак је за карате.
Преко пута „Кеба Крабе” налази се неуспешни ривалски ресторан по имену „Кофа с помијама”. Њиме управља мали, зелени, једнооки планктон по имену Планктон и његова компјутерска жена, Карен. Планктон константно покушава да украде тајни рецепт за популарни бургер господина Крабе — Кебину пљескавицу — надајући се да ће добити предност и избацити „Кеба Крабу” из посла. Карен му даје нове идеје како да украде тајни рецепт, али његови напори увек пропадају и у њиховом ресторану се ретко може видети муштерија. Сунђер Боб у слободно време иде на часове вожње чамцомобила код госпође Пуфне, параноичне, али стрпљиве надуване рибе. Сунђер Боб је њен најмарљивији ученик и зна сваки одговор на усменим испитима, али га ухвати паника сваки пут кад покуша да вози чамцомобил. Када госпођа Пуфна издржи још један Сунђер Бобов судар или се на неки други начин осети угроженом, она се надува у лопту.
Невиђена личност позната као француски наратор често пружа увод у епизоде и приповеда међунаслове као да је серија документарни филм о океану. Његова улога и препознатљив начин говора су референце на океанографа Жака Кустоа. Неки од споредних ликова који се појављују кроз целу серију су: суперхероји у пензији Тритон и Шкољкабој, које Сунђер Боб и Патрик обожавају; гусарска авет по имену Уклети Холанђанин; мишићави спасилац „Блатне лагуне”, Лари Јастог; и бог мора, Краљ Нептун.
Такође постоји и велики број позадинских ликова који се појављују скоро у свакој епизоди. Њихова имена, послови, личности, односи, гласови, године, а понекад и пол су недоследни и имају тенденцију да се разликују од епизоде до епизоде. Специјалне (углавном тридесетоминутне или једночасовне) епизоде серије воде играни гусар по имену Закрпа и његов љубимац папагај Лончић, чији су сегменти представљени у двоструком наративу са анимираним деловима епизоде. Закрпа је представљен као председник клуба обожаватеља Сунђер Боба и његова највећа жеља је да га лично упозна. Лончић воли да исмева Закрпин ентузијазам и прави му проблеме док овај покушава да води емисију.

### Гласовне улоге
Главну српску синхронизацију у периоду 2003—2017, продуцирала је и премијерно емитовала телевизија Б92 и покрила првих 10 сезона серије. Студио Gold Digi Net је 2014. године, за потребу божићног DVD издања куће Gold Audio Video, ресинхронизовао 4. и 23. епизоду 8. сезоне. У овој синхронизацији глумци су се трудили да имитирају гласове из главне. Nickelodeon је емитовао 6—10. сезону главне синхронизације, а ресинхронизацију неких епизода од четврте до десете сезоне и премијерно једанаесту сезону за овај канал је радио студио Gold Digi Net 2017. и 2018. године. С обзиром на то да је синхронизација студија Б92 постала култна, чињеница да је други студио урадио ресинхронизацију, жестоко је критикована од публике и обожавалаца серије.
| Улога                | Оригинални глас   | Српски глас (Б92)    | Српски глас (Голд диги нет, ДВД) | Српски глас (Голд диги нет)                                                                                                 |
| -------------------- | ----------------- | -------------------- | -------------------------------- | --- |
| Сунђер Боб Коцкалоне | Том Кени          | Владислава Ђорђевић  | Тамара Јанковић                  | Милан Антонић |
| Патрик Звезда        | Вилијам Фагербаке | Димитрије Стојановић | Марко Марковић                   | Томаш Сарић |
| Лигњослав Пипак      | Роџер Бампас      | Димитрије Стојановић | Марко Марковић                   | Марко Марковић |
| Господин Краба       | Кленси Браун      | Владислава Ђорђевић  | Томаш Сарић                      | Бранислав Платиша Димитрије Илић (С11 Е20-23)                                                                               |
| Сенди Обрашћић       | Керолин Лоренс    | Владислава Ђорђевић  | Милена Живановић                 | Снежана Јеремић Нешковић (С4-6, С11 Е5-11, С12 Е7-) Маријана Живановић Чубрило (С5 неке епизоде, С11 Е14-С12 Е2; E8а)       |
| Планктон             | Даглас Лоренс     | Димитрије Стојановић | Милан Антонић                    | Милош Дашић |
| Карен                | Џил Тели          | Владислава Ђорђевић  | Милена Живановић                 | Милена Живановић (С4-6, С11 Е1-23) Маријана Живановић Чубрило (С11 Е13) Ана Мандић (С11 Е25-С12) Марија Стокић (С13-надаље) |
| Госпођа Пуфна        | Мери Џо Кетлет    | Владислава Ђорђевић  | /                                | Маријана Живановић Чубрило Ана Симић Кораћ (С12, неке епизоде)                                                              |
| Бисерка              | Лори Ален         | Владислава Ђорђевић  | /                                | Весна Паштровић Шашић (С4-6, С11) Валентина Павличић (С12-надаље)                                                           |
| Лари Јастог          | Даглас Лоренс     | Димитрије Стојановић | /                                | Павле Јеринић |

### Локација
Радња серије се углавном одвија у подводном граду Коралову, смештеном у Тихом океану испод стварног коралног гребена познатог као Бикини атол. Њени становници су углавном рибе разних боја које живе у зградама направљеним од димњака бродова и користе „чамцомобиле” — комбинације аутомобила и чамаца — као превозно средство. Често приказивана места у Коралову укључују суседне куће Сунђер Боба, Патрика и Лигњослава; два конкуретска ресторана, Кеба Крабу и Кофу с помијама; возачку школу госпође Пуфне, у оквиру које се налази полигон за обуку и потопљени светионик; Сендину кућицу на дрвету — застакљену, кисеоником испуњену куполу у којој Сенди живи; дом за старе; морску ливаду познату као Поља медуза; и Блатну лагуну — подводну плажу.
Када је екипа Сунђер Боба почела продукцију пилот епизоде, добили су задатак да осмисле сталне локације које ће се често користити, попут Кеба Крабе и куће од ананаса у којој живи Сунђер Боб. Идеја је била да свака од њих има наутички изглед, па су користили пуно конопаца, дрвених дасака, бродских точкова, мрежа, сидара, металних плоча и заковица како би креирали амбијент серије. Прелази између сцена означени су мехурићима који испуњавају екран, уз пратећи звук воде која жубори.
Серија се одликује и „небеским цветовима” као кључним елементом позадине. Када су дизајнера позадина Кенија Питенџера питали шта су ти цветови, одговорио је: „Они функционишу као облаци на неки начин, али пошто се радња дешава под водом, то у ствари нису облаци. С обзиром на тики утицај у серији, сликари позадина често користе разне шаре.” Питенџер је додао да је идеја била да „подсећају на цветне шаре хавајске кошуље”.

## Епизоде
| Сезона | Сезона | Епизоде | Епизоде | Оригинално емитовање | Оригинално емитовање |
| Сезона | Сезона | Епизоде | Епизоде | Премијера            | Финале               |
| ------ | ------ | ------- | ------- | -------------------- | -------------------- |
|        | 1.     | 20      | 20      | 1. мај 1999.         | 3. март 2001.        |
|        | 2.     | 20      | 20      | 20. октобар 2000.    | 26. јул 2003.        |
|        | 3.     | 20      | 20      | 5. октобар 2001.     | 11. октобар 2004.    |
|        | 4.     | 20      | 20      | 6. мај 2005.         | 24. јул 2007.        |
|        | 5.     | 20      | 20      | 19. фебруар 2007.    | 19. јул 2009.        |
|        | 6.     | 26      | 26      | 3. март 2008.        | 5. јул 2010.         |
|        | 7.     | 26      | 26      | 19. јул 2009.        | 11. јун 2011.        |
|        | 8.     | 26      | 26      | 26. март 2011.       | 6. децембар 2012.    |
|        | 9.     | 26      | 26      | 21. јул 2012.        | 20. фебруар 2017.    |
|        | 10.    | 11      | 11      | 15. октобар 2016.    | 2. децембар 2017.    |
|        | 11.    | 26      | 26      | 24. јун 2017.        | 25. новембар 2018.   |
|        | 12.    | 26      | 26      | 11. новембар 2018.   | 29. април 2022.      |
|        | 13.    | 26      | 26      | 22. октобар 2020.    | 1. новембар 2023.    |
|        | 14.    | 13      | 13      | 2. новембар 2023.    | 2. децембар 2024.    |
|        | 15.    | 21      | 21      | 24. јул 2024.        | н.п.                 |

## Продукција

### Развој

#### Ране инспирације
Творац серије, Стивен Хиленберг, заволео је океан још као дете и рано је почео да развија своје уметничке способности. Иако се та интересовања нису одмах поклопила — цртање риба му је у почетку деловало досадно — Хиленберг је током студија истовремено следио оба правца, студирајући морску биологију као главни предмет и уметност као споредни. Након што је дипломирао 1984. године, придружио се Океанском институту у Дејна Појнту, у Калифорнију — организацији посвећеној едукацији јавности о океанографији и поморској историји.
Док је радио у институту, Хиленбергова љубав према океану почела је да утиче на његов уметнички израз. Осмислио је претечу Сунђер Боба — стрип The Intertidal Zone, који је институт користио за подучавање ученика о животињама које живе у плићацима. Стрип је обиловао различитим антропоморфним морским створењима, од којих су многа касније прерасла у ликове из Сунђер Боба. Хиленберг је покушао да објави стрип професионално, али ниједна издавачка кућа којој га је послао није била заинтересована.
Велика инспирација за Хиленберга био је албум The Mollusk бенда Ween из 1997. године, који је имао наутичку и подводну тематику. Убрзо након изласка албума, Хиленберг је контактирао бенд, изложио им основну идеју за Сунђер Боба Коцкалонеа и замолио их за песму, коју су му послали на Бадње вече. Та песма је била „Loop de Loop”, која је искоришћена у епизоди „Муке са запертлавањем”.

## Пријем
Током првог месеца емитовања, Сунђер Боб Коцкалоне је претекао Покемоне као најбоље оцењена суботња јутарња дечија серија на телевизији. Имао је просечну националну Нилсенову оцену од 4,9 међу децом узраста од две до једанаест година, што означава 1,9 милиона гледалаца. Две године касније, серија се чврсто етаблирала као Никелодеонов други најбоље оцењен дечији програм, после Регретса . Сунђер Боб Коцкалоне је заслужан за помоћ Никелодеону да заузме „круну гледаности суботом ујутру“ трећу сезону заредом 2001.године.
Серија је до тог тренутка стекла значајну одраслу публику — скоро 40 процената од њених 2,2 милиона гледалаца било је у доби од 18 година до 34.године. Као одговор на успех током викенда,  је дао термине Сунђер Бобу Коцкалонету у 18:00 и 20:00, од понедељка до четвртка, како би повећао изложеност серије. До краја 2001. Сунђер Боб Коцкалоне је имао највише гледаности за било коју дечју серију, на целој телевизији. Недељна гледаност серије достигла је око петнаест милиона, од којих су најмање пет милиона били одрасли.

## Франшиза

### Сунђер Боб Коцкалоне филм
Филм о Сунђер Бобу је издат 19. новембра 2004. Тада се Сунђер Боб први пут нашао на платну и зарада је била 140 милиона долара. Филм су издали Парамаунт пикчерс, Јунајтед интернашонал пикчерс и Јуниверзал пикчерс.

### Сунђер на сувом
Сунђер Боб Коцкалоне филм: Сунђер на сувом је други филм о Сунђер Бобу и издат је 6. фебруара 2015. Филм је укупно зарадио 323 милиона долара.

### Сунђер у бекству
Сунђер Боб Коцкалоне филм: Сунђер у бекству је трећи филм о Сунђер Бобу и издат је 14. августа 2020. године.